# Tummen upp

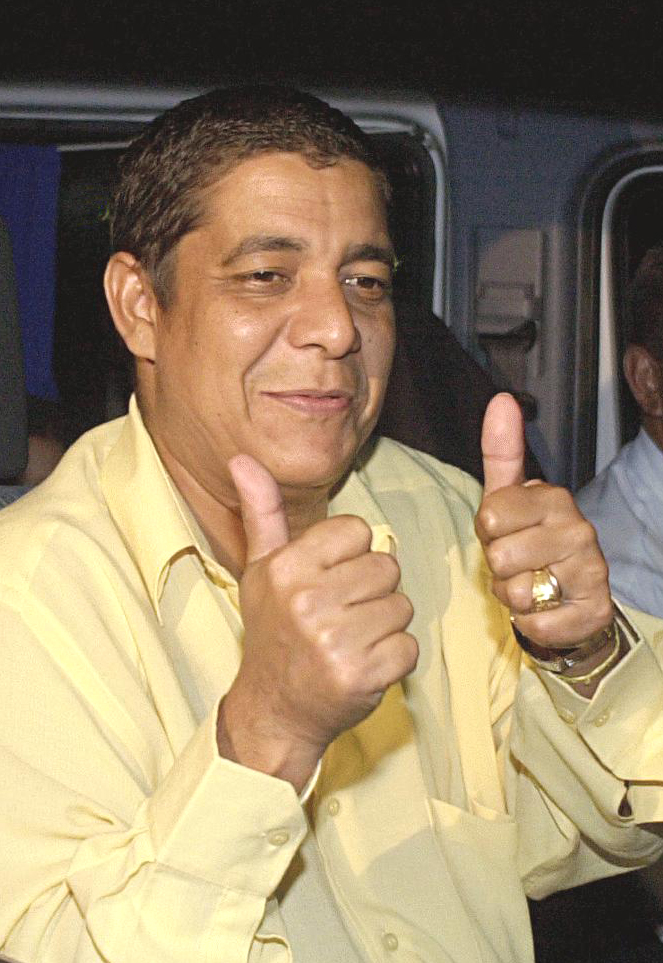
Den brasilianske sångaren Zeca Pagodinho ger två tummar upp för att visa sitt gillande.

Tummen upp är en gest som görs genom att man med sluten näve låter tummen riktas uppåt. Gesten kan även göras med två tummar. Det är omdiskuterat var gesten har sitt ursprung och den innebär olika saker i olika kulturer. I västerländska kulturer görs gesten oftast i gillande mening, medan samma gest i andra kulturer anses vara obscen och provocerande.
Man kan i vissa språk ibland syfta på gesten i informellt tal när man försöker uttrycka att någon uttrycker sitt gillande för någonting, exempelvis "chefen gav arbetet tummen upp". På internet används i chattsammanhang bokstaven Y inom parentes: (Y) för att ge "tummen upp".

## Olika innebörder
"Tummen upp" ses traditionellt som en mycket ful gest i Mellanöstern och kan tolkas som exempelvis "stoppa upp den här". Gesten uppfattas på liknande sätt även i delar av Västafrika, Sydamerika (undantaget Brasilien), Ryssland, Australien, Grekland och Sardinien.